# Геленово (Іновроцлавський повіт)
Геленово (пол. Helenowo) — село в Польщі, у гміні Злотники-Куявські Іновроцлавського повіту Куявсько-Поморського воєводства.
Населення — 115 осіб (2011).
У 1975-1998 роках село належало до Бидгощського воєводства.

## Демографія
Демографічна структура станом на 31 березня 2011 року:
|          | Загалом | Допрацездатний вік | Працездатний вік | Постпрацездатний вік |
| -------- | ------- | ------------------ | ---------------- | -------------------- |
| Чоловіки | 57      | 15                 | 37               | 5                    |
| Жінки    | 58      | 15                 | 29               | 14                   |
| Разом    | 115     | 30                 | 66               | 19                   |